# Ostrya trichocarpa
Ostrya trichocarpa là một loài thực vật có hoa trong họ Betulaceae. Loài này được D.Fang & Y.S.Wang mô tả khoa học đầu tiên năm 1983.